# Evángelos Venizelos
Evánguelos Venizelos (en griego: Ευάγγελος Βενιζέλος) (Salónica, 1 de enero de 1957) es un político griego, vicepresidente y ministro de Finanzas de Grecia entre el 17 de junio de 2011 y el 21 de marzo de 2012. Es miembro del Consejo de los Helenos por el Movimiento Socialista Panhelénico (PASOK), partido que lideró entre 2012 y 2015.

## Biografía
Natural de Salónica, es profesor de Derecho Constitucional. Está casado y tiene una hija. Miembro del Movimiento Socialista Panhelénico, es miembro del Consejo de los Helenos desde 1993, comenzando una carrera política en la que ha desarrollado una amplia experiencia ministerial.
Implicado en actividades de corrupción y evasión fiscal, borró el nombre de varios familiares que aparecían como evasores fiscales en "la lista falciani".